# Carl Timoleon von Neff

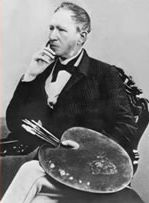
Carl Timoleon von Neff

Carl Timoleon von Neff (russisch Тимофей Андреевич Нефф Timofej Andreevic Neff; * 2. Oktoberjul. / 14. Oktober 1804greg. auf dem Gutshof Püssi, heute Kreis Ida-Viru, Estland; † 24. Dezember 1876jul. / 5. Januar 1877greg. in Sankt Petersburg, Russland) war ein deutschbaltischer kaiserlich russischer Hofmaler, Konservator und Kunstsammler.

## Leben und Werk
Neff wurde als uneheliches Kind der Lehrerin Felicite Neff auf dem Hof Püssi (deutsch Neu-Isenhof) im Gouvernement Estland geboren. Er studierte ab 1824 Malerei an der Kunstakademie Dresden. Ab 1826 arbeitete er in Sankt Petersburg, wo er durch sein Talent schnell zum Hofmaler des Zaren Nikolaus I. aufstieg. In Italien bildete er sich weiter. Ab 1839 war Neff Dozent an der Petersburger Kunstakademie. 1846 wurde er Ehrenmitglied der Akademie der Schönen Künste in Florenz.
Im Sommer 1838 heiratete er Luise von Kaulbars. Das Paar hatte zwei Kinder.
1849 wurde ihm in Sankt Petersburg der akademische Titel eines Professors verliehen. 1850 erwarb Neff den Gutshof von Piera (heute Piira) bei Wesenberg (heute Rakvere, Landgemeinde Vinni), in dem er sein eigenes Atelier einrichtete. Dort entstanden auch die meisten seiner Bilder. Ab 1854 war Neff Konservator an der Eremitage und künstlerischer Aufseher über die zaristischen Schlösser. Er verkehrte in den Salons und höchsten Adelskreisen Russlands.
Am Hof des Zaren hatte Neff eine unvergleichliche Karriere gemacht. Seine detailgetreue, realistische Porträtmalerei war beim Adel geschätzt und ist heute über die ganze Welt verstreut, im Besitz von Nachfahren ehemaliger Emigranten.
Als Maler von Porträts, biblischen und mythologischen Szenen sowie Genrebildern (Badende, Nymphen sowie idealisiertes Bauernleben) wurde er bekannt. Seinen Erfolg verdankte Neff aber in erster Linie der Ikonenmalerei, die er im Stil durch westeuropäische Einflüsse erheblich modernisierte. Sie ähnelt der Kirchenmalerei der Nazarener und brachte ihm bedeutende Aufträge auch im Ausland ein.
So erhielt er zahlreiche Aufträge von der orthodoxen Kirche. Malereien in der Petersburger Isaakskathedrale, in der Kapelle vom dortigen Winterpalast, in der Christ-Erlöser-Kathedrale in Moskau, in der Uspenski-Kathedrale von Helsingfors und in der Russisch-Orthodoxen Kirche von Wiesbaden stammen unter anderem von ihm.
Die Moskauer Christ-Erlöser-Kathedrale wurde in der westlichen Welt z. B. dadurch sehr bekannt, weil sie 1931 auf Befehl Stalins gesprengt wurde, um für den geplanten Palast der Sowjets Platz zu schaffen. Von Neffs Hand stammte die Ikonostase der früheren Kirche.
Einen gewissen Eindruck vom Charakter und der ehemaligen Pracht der Ikonostasis vermitteln Neffs Entwurfsskizzen, die sich im Nachlass von Marianne von Werefkin erhalten haben. Werefkin hat diese Zeichnungen   eine Abendmahldarstellung und die vier Evangelisten in der Fremde gehütet. Sie waren ihr ein besonderes Andenken an ihre Mutter, die diese als Geschenke von ihrem Lehrer Neff erhalten hatte.
In seinem Gutshaus auf Gut Münkenhof bei Ladikfer (heute Muuga von Laekvere, Estland) – die Güter Münkenhof und Piera gehörten ihm beide ab 1861 – legte Neff eine große Kunstsammlung an, die sich heute größtenteils im Estnischen Kunstmuseum in Tallinn befindet. Das neue Gutshaus hatte er zwischen 1866 und 1872 im Stil der Neorenaissance erbauen lassen. Die marmorne Innentreppe war ein persönliches Geschenk des russischen Zaren Alexanders II.
Neff liegt heute auf dem Friedhof von Simuna (deutsch Sankt-Simonis) begraben.
Wann Neff in den russischen erblichen Adelsstand erhoben wurde, ist nicht überliefert. Fest steht nur, dass erst sein Sohn Heinrich von Neff, Gutsherr auf Münkenhof, am 15. Januar 1881 in die Estländische Ritterschaft immatrikuliert wurde.